# Gruta Casteret
La gruta Casteret, també coneguda com a gruta Gelada de Casteret, és una cova calcària de gel, localitzada al Pirineu aragonés, dins del Parc Nacional d'Ordesa i Mont Perdut. Descoberta l'any 1926 per Norbert Casteret, és coneguda per la seua sala Gran, la qual té un llac congelat d'uns 2.000 metres quadrats, les seues formacions de gel, i per una paret de gel d'uns 20 metres en una segona sala.

## Descripció

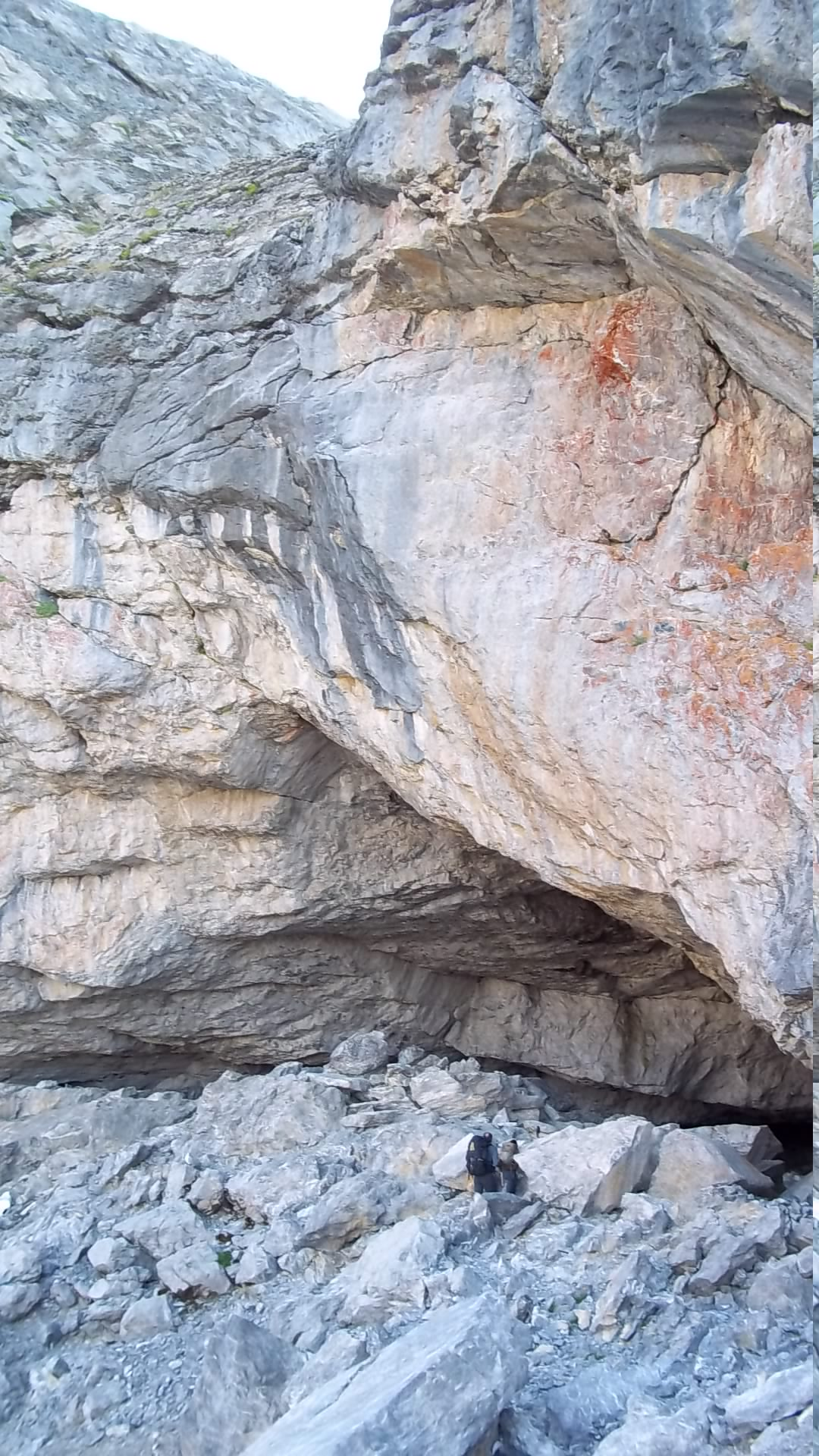
Gruta de Casteret

El gruta Casteret està situada a la part superior d'una tartera a 670 metres ESE de la bretxa de Rotllà, i té un impressionant porxo d'entrada d'uns 50 metres d'ample, i 15 metres d'alt. Després de 60 metres de passadís s'obre la sala Gran amb el terra cobert de gel, d'aproximadament 70 metres de llarg, 60 metres d'ample, i 4 metres d'alt. El terra és un llac congelat, de gel clar, amb una superfície d'uns 2.000 metres quadrats. Grans columnes de gel dominen el final de la cavitat. A l'esquerra de l'estança hi ha l'obertura a la sala Maude amb una paret de gel de 20 metres anomenada Niàgara.
Més enllà de la sala Gran, el terra de gel dona accés a un passadís principal que condueix després de 120 metres i ascendir-ne altres 3 metres a un rascler a la superfície. La vista general de Casteret mostra un corredor que s'estén per uns 100 metres més, però que no són accessibles.
Una tercera entrada, el Puits Florence, és en la plana per sobre de la cova. Té una profunditat de 60 metres, amb els darrers 50 metres a través d'un pou que entra a la sala Gran.

## Història
A la cova va entrar per primera vegada la família Casteret (Norbert Casteret, la seua mare, la seua muller i el seu germà) al juliol de 1926 quan van explorar la major part del passadís principal. Ell i la seua muller hi van tornar al setembre de 1926. La sala Maude va ser descoberta i explorada l'agost de 1950 per Casteret i les seues filles Maude i Gilberte. Per la tercera entrada, el Puits Florence, l'agost de 1975 el Club Martel va descendir.

## Geologia i formació
El gruta Casteret es va formar al Cretaci calcari. El gel de la sala Gran s'ha format com a resultat de l'aire fred que flueix a través de les galeries, amb àrees que contenen aigua. El gel més profund es considera que és molt vell, i possiblement un reducte d'un període fred del Quaternari. El volum de gel a la sala Gran ha minvat des de la seua descoberta. L'any 1950 l'entrada a sala Maude es feia arrossegant-se pel pis de gel per un espai d'aproximadament 30 centímetres d'alt. El 1988 el buit era de 150 centímetres d'alt arran del pis de gel.

## Accés

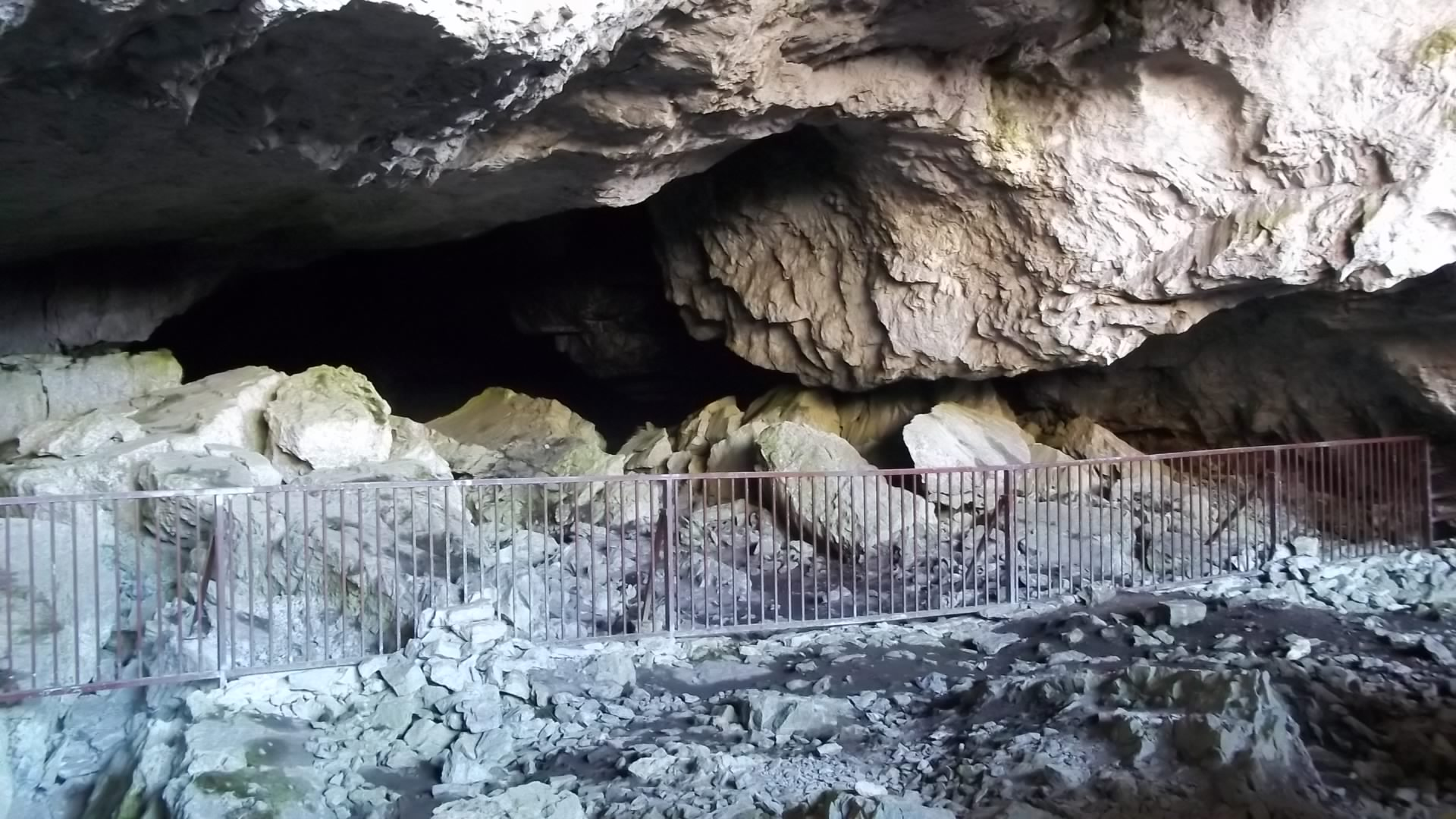
Tancat que barra el pas a la cova

L'accés està controlat pel Parc Nacional d'Ordesa i Mont Perdut. Una reixa ha estat aixecada dins de l'entrada, i un avís prohibeix l'accés al visitant esporàdic. Com a màxim permeten l'accés de dos grups de fins a 6 espeleòlegs durant quatre dies al mes.